# Ваджапея
Ваджапе́я (санскр. वाजपेय, IAST: vājapeya, «испитие силы») — ведийский обряд традиции шраута.
Главной целью этого обряда было обретение царём статуса миродержца (чакравартина). Эта церемония согласно «Шатапатха-брахмане» и более поздним источникам могла совершаться исключительно брахманами и кшатриями. «Шатапатха-брахмана» ставит ваджапею даже выше раджасуи, но все последующие авторитетные писания отводят ей роль обряда, предваряющего жертвоприношение брихаспатисава (если речь идёт о брахмане) или саму раджасую (если речь идет о кшатрии).
«Шатапатха-брахмана» приводит легенду о происхождении ваджапеи, которая объясняет многие моменты ритуала. Боги и асуры, соперничая между собой, пытались кто быстрее овладеть техниками жертвоприношения. Асуры по своей самоуверенности клали жертву только себе в рот, боги же — друг другу. В результате Праджапати, бог жертвоприношения, отдался во власть богов, между которыми, однако, начались споры о праве на тело бога. Для решения проблемы устроили забег колесниц (вошедший затем как символ в сам ритуал), в котором благодаря Савитару победил Брихаспати, олицетворение сущности брахманов. Он в итоге как победитель и совершает ваджапею, дающую ему могущество. Но Индра, олицетворение кшатрийской сущности, подражая Брихаспати, также совершает этот ритуал и предъявляет свои права на Праджапати. Именно поэтому не только брахманы, но и кшатрии могут совершать ваджапею.
Первым этапом ваджапеи была традиционная гонка на 17 колесницах, победителем которой обязательно становился сам царь. В это же время брахман должен был вращать по ходу солнца колесо, которое насаживали на шест и вкапывали в землю.
Вторым и центральным этапом ритуала было восхождение царя-жертвователя по трём ступеням на юпу, или жертвенный столб. Здесь, касаясь навершия столба в форме колеса, царь должен был провозгласить: «Мы достигли неба»; затем, поднявшись выше, сказать: «Мы стали бессмертными». Впоследствии царь должен был обернуться вокруг вершины юпы, а жрецы, стоящие на земле с четырёх сторон, затем подносили ему на длинных шестах мешочки с пищей. Жрецы с четырёх сторон символизировали стороны света.
Существенным звеном в символике ваджапеи была цифра 17, специальное священное число этого обряда (в нём участвовало 17 участников ритуального питья сомы и хмельного напитка суры, 17 жертвенных животных, 17 колесниц и так далее).
Смысл ваджапеи видели в приобщении царя-жертвователя к божественному источнику энергии. Совершение этого ритуала знаменовало собой обновление сакральной власти царя и начало нового временного цикла под его эгидой.
Некоторые исследователи, такие как Хиллебрандт А., даже сравнивали эту церемонию с Олимпийскими играми, что не имеет существенных оснований. Скорее всего, ритуал возник из примитивного обычая гонок на колесницах, трансформировавшегося в церемонию, которая путём симпатической магии призвана была охранять успех и процветание жертвователя. Исследователь Эггелинг Ю. считал, что ваджапея была предваряющим ритуалом, который совершался брахманом на своё введение в должность пурохиты или же царём на своё посвящение. Отдельно в памятниках представлена разновидность обряда под названием Куру-ваджапея.